# Angerona luteosordida
Angerona luteosordida är en fjärilsart som beskrevs av Hörhammer 1933. Angerona luteosordida ingår i släktet Angerona och familjen mätare. Inga underarter finns listade i Catalogue of Life.